# 정서

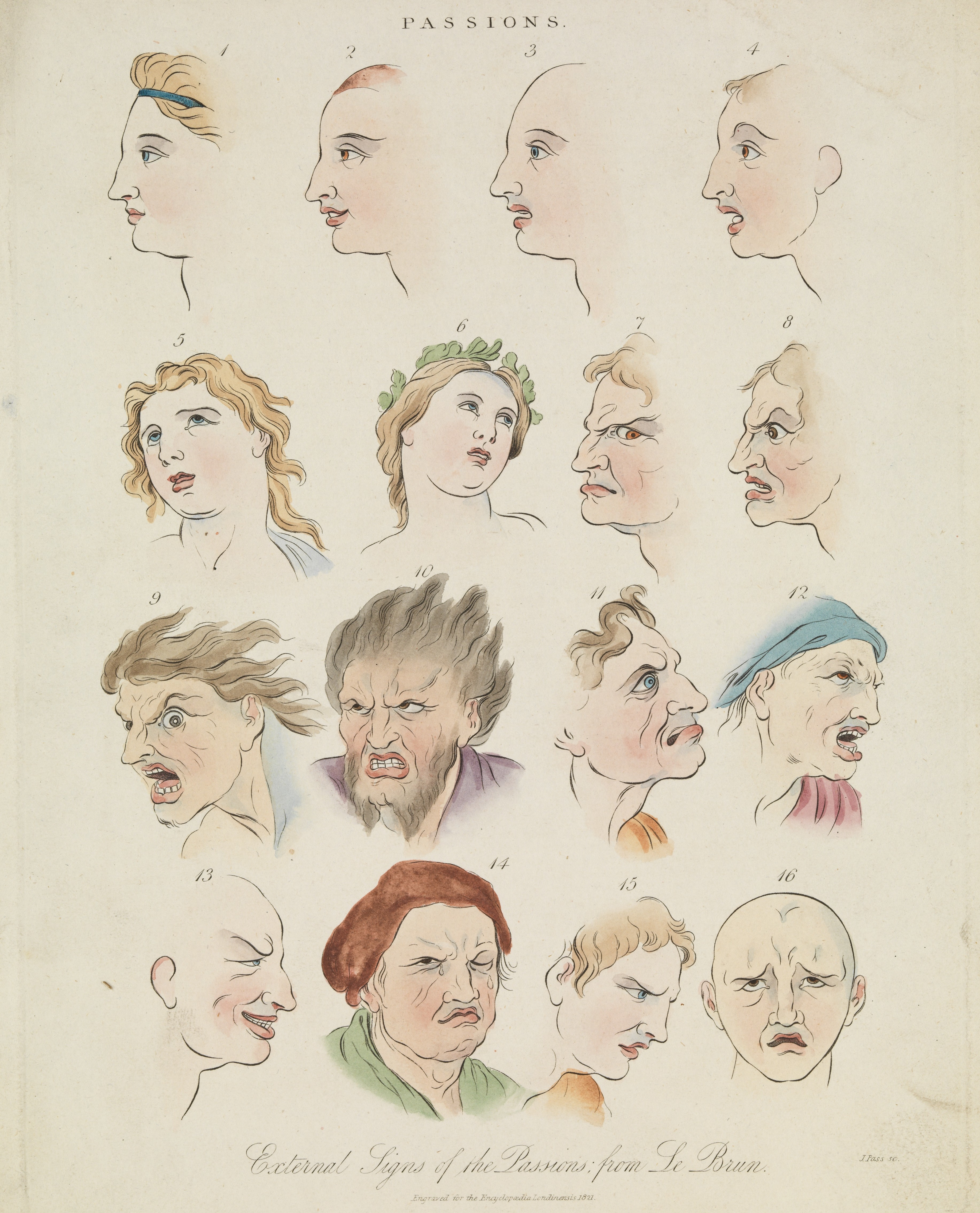
16가지 표정

정서(情緖, emotion) 또는 정념(情念)은 다양한 감정, 생각, 행동과 관련된 정신적ㆍ생리적 상태이다. 정서는 주관적 경험으로 대개 기분, 기질, 성격 등과 관련이 있다. 넓은 의미의 감정 가운데서도 급격히 생기는 일시적인 노여움·두려움·기쁨·슬픔·놀람 등으로 정의하기도 한다.

## 정서의 발달
브리지스(K. M. B. Bridges)는 유유아(乳幼兒)의 정서발달을 다음과 같이 설명한다. 1) 유아(乳兒)에서 최초로 발견되는 정서반응은 전반적인 흥분이다. 눈에 강한 빛이 들어온다든가, 갑자기 안아올렸다가 침대에 내려놓는다든가, 손을 잡아당기든가 할 때 일어난다. 2) 생후 3주일경에는 '흥분'에서 최초로 '고통'이 분화한다. 아플 때, 배고플 때, 또는 잠을 방해당했을 때, 기저귀가 젖어 있을 때 불쾌감에 의해 생긴다. 3) 다음에는 기쁨이 분화한다. 어른다든지, 안는다든지 하는 경우에 웃음의 반응 등으로 나타난다. 4) 생후 2년까지는 2분된 기쁨(快)과 고통(不快)에서 기쁨은 득의(得意)·사랑·즐거움으로 분화하며, 고통은 노여움·혐오·두려움으로 분화해 나간다.

### 특징
유아기
유아기 정서는 지속시간이 짧고, 폭발적·일과적(一過的)이고, 나타나는 빈도수가 많음을 들 수 있다. 일반적으로 말해서 정서적으로 불안정한 시기이다. 거기에 비해서 아동기는 비교적 안정된 시기로서, 유아에 비하면 극단적인 정서표현이 적다. 그러나 정서의 표현형태나 정서를 야기하는 대상은 생활공간의 확대와 변화에 따라서 분화하여 풍부하게 된다. 정서를 야기시키는 대상의 발달적 변화로서 두려움(불안)의 예를 들어 보면, 유유아기(乳幼兒期)의 두려움의 대상은, 소음이나 낯선 물건·낯선 장면·낯선 사람, 위에서 떨어지는 물건 등이다. 6세경이 되면서 상상력의 발달과 더불어 상상의 생물·괴물(怪物) 등에 대한 무서움이 증가한다. 또한 어두움이라든가 위험한 것, 유해물 등에 대한 두려움도 증가한다. 취학할 무렵에는 실패라든가 굴욕에 대한 두려움 등도 나타난다.
아동기
아동기에는 대체로 화재라든가 천재지변·전쟁·죽음 등의 비교적 외적사상(外的事象)에 대한 두려움(불안)이 많다. 이에 대해서, 청년기가 되면 신체나 성(性)·인간관계·취직문제·시험 등에 관해서 불안을 느끼는 경향이 나타난다. 그 밖의 정서도 각각 그 대상 혹은 표출방법의 발달과 더불어 분화·확대하고 혹은 변화되어간다.
청년기
청년기는 성년기에의 과도기로 부적응의 시기라고 일컬어질 정도로 정서적 불안정의 시기이다. 자아의 발견 때문에, 또는 많은 불안을 안고 있기 때문에 다양화하고, 심화(深化)하고, 동요하는 내면생활이나 감정으로 인해서, 자기의 이해자를 찾기 위한 애정적인 욕구도 강해지며, 그것들을 얻지 못한 데서 오는 강한 고독감이나 자기부정(自己否定)의 감정·열등감 등이 특징적인 정서적 상태이다. 자기혐오나 자기비판 등도 나타나게 된다. 이 시기에는 정서적으로 극히 불안정하고, 때로는 그 표출이 반사회적으로 나타나는 위험성까지도 지니게 된다.

## 2차 정서
감각과 인지를 전제로하는 인지와 정서에서 이러한 원초적이고 근본적인 감정 정서로 볼 수 있는 두려움(Fear),놀람(Surprise),기쁨(Happiness),슬픔(Sadness),분노(Anger),혐오(Disgust)등과 같은 1차 정서와 자아인식을 전제로 좀더 복잡한 정서작용에서 부러움,수치심등의 감정들은 2차 정서로 구별해볼 수 있다.

## 같이 보기
- 감정
- 감각
- 동기
- 반사
- 인간과 동물의 감정 표현